# حمود اليزيدي
حمود اليزيدي لاعب كرة قدم قطري، ولد في (28 مايو 1988) .

## مسيرة اللاعب
لعب سابقاً لأندية السد وأم صلال والخور و الجيش والوكرة والمرخية و مسيمير.

## روابط خارجية
- حمود اليزيدي على موقع الاتحاد الدولي (مؤرشف)  (الإنجليزية)
- حمود اليزيدي على موقع قاعدة بيانات كرة القدم.إي يو (الإنجليزية)